# Peritrichia guttata
Peritrichia guttata är en skalbaggsart som beskrevs av Hermann Burmeister 1844. Peritrichia guttata ingår i släktet Peritrichia och familjen Melolonthidae. Inga underarter finns listade i Catalogue of Life.